# J’Aivar Cato
J’Aivar Cato (* 2007) ist ein vincentischer Leichtathlet, der im Weit- und Dreisprung an den Start geht.

## Sportliche Laufbahn
Erste internationale Erfahrungen sammelte J’Aivar Cato bei den CARIFTA Games 2023 in Nassau, bei denen er mit 6,34 m den fünften Platz im Weitsprung in der U17-Altersklasse belegte. Im Jahr darauf gelangte er bei den CARIFTA Games in St. George’s mit 14,30 m auf den sechsten Platz im Dreisprung und 2025 wurde er bei den CARIFTA Games in Port of Spain mit 6,98 m Sechster in der U20-Altersklasse im Weitsprung und belegte im Dreisprung mit 14,68 m den achten Platz.
2023 wurde Cato vincentischer Meister im Weitsprung.

## Persönliche Bestleistungen
- Weitsprung: 7,21 m (+1,4 m/s), 8. März 2025 in Kingston
- Dreisprung: 15,22 m (+0,7 m/s), 8. März 2025 in Kingston